# Kand-e Bolāghī
Kand-e Bolāghī (persiska: كَندِ بُلاقی, كند بلاغی, كَند بُلاغی, Kand-e Bolāqī) är en ort i Iran.   Den ligger i provinsen Hamadan, i den nordvästra delen av landet, 280 km väster om huvudstaden Teheran. Kand-e Bolāghī ligger 1 844 meter över havet och antalet invånare är 221.
Terrängen runt Kand-e Bolāghī är en högslätt. Runt Kand-e Bolāghī är det ganska tätbefolkat, med 75 invånare per kvadratkilometer. Närmaste större samhälle är Khabar Arkhī, 8,5 km sydväst om Kand-e Bolāghī. Trakten runt Kand-e Bolāghī består i huvudsak av gräsmarker.